# Bye Sweet Carole
Bye Sweet Carole è un videogioco avventura dinamica survival horror di Chris Darril, già conosciuto per la serie survival horror Remothered (Remothered: Tormented Fathers e Remothered: Broken Porcelain), descritto come "un'inquietante favola interattiva", sviluppato da Little Sewing Machine, annunciato una primissima volta il 20 settembre 2021, tramite canali social, ma la cui produzione effettiva è cominciata alla fine del 2022.
Bye Sweet Carole viene descritta come un'avventura old school a piattaforme (Heart of Darkness, Another World e Flashback) con elementi tipici dei survival horror anni '90 come Clock Tower, Alone in the Dark e Remothered sempre di Chris Darril. Il gioco è una grottesca favola dell'orrore con fondali dipinti e animazioni frame by frame sullo stile di classici Disney come La bella addormentata nel bosco o Biancaneve e i sette nani. Il 18 aprile, oltre alla partnership col publisher Just For Games del gruppo Zordix e Maximum Games viene annunciata la finestra di lancio nel corso del 2025 su tutte le piattaforme console e computer

## Trama
La giovanissima Lana Benton, spinta dall'inquietante Mr. Kyn, anche detto "Vecchio Cilindro", si ritrova catapultata in un misterioso giardino incantato, ad affrontare creature minacciose ed inquietanti, mentre, anche in seguito al rinvenimento di molteplici missive da parte di un certo "francese", segue le ultime tracce di Carole Simmons, una coetanea apparentemente fuggita dal Bunny Hall, un orfanotrofio del XIX secolo oramai infestato da colonie di conigli selvatici che avrebbero aperto un varco dimensionale verso il regno di Corolla.

## Produzione
Lo sviluppo è affidato a Little Sewing Machine, nuova compagnia fondata dallo stesso Chris Darril, e da un punto di vista visivo segue il processo tipico dei film d'animazione tradizionali della Walt Disney, con fondali dipinti, profondità simulata in parallasse e personaggi interamente disegnati a mano, rigorosamente bidimensionali, fotogramma per fotogramma. Un processo di sviluppo che lo stesso Darril ha definito costoso e ostico, specie se comparato alle più comuni produzioni tridimensionali di oggigiorno, ma tremendamente efficace e gratificante. Molte le somiglianze con lo sviluppo grafico di Cuphead, videogioco run 'n' gun del 2017. Il motore di gioco impiegato è Unity.
Il 7 aprile 2022 Darril rivela il coinvolgimento di Mark Darin in Bye Sweet Carole nel ruolo di Associate Narrative Designer che, con più di 15 anni nel settore e all'attivo numerose opere videoludiche nel ruolo di Lead Game Designer, Creative Director e Narrative Designer, è stato più volte acclamato da critica e premiato ai BAFTA Awards (British Academy Video Games Awards), ai DICE Awards, ai NAVGTR Awards e perfino agli Spike Awards, oggi meglio conosciuti come The Game Awards per il suo contributo ad opere del calibro di The Walking Dead, Tales from the Borderlands e Tales of Monkey Island della Telltale Games. In tal occasione viene anche rivelata la finestra di lancio nel corso dell'anno 2024 su tutte le piattaforme console e PC.
Il gioco è edito da Just For Games, successivamente acquisito dal gruppo Maximum Games, tanto da divenire Maximum Entertainment.
Il primo vero annuncio ufficiale avviene durante la diretta live da Los Angeles ai Summer Game Fest 2023, incluso fra i videogiochi Guerrilla Collectives, Bye Sweet Carole si mostra per la prima vera volta in movimento col suo primo reveal trailer che ha confermato lo stile grafico d'animazione tradizionale e l'incontro con toni cupi e grotteschi, dopo comunque un'introduzione lieta e fiabesca. Nello stesso periodo viene confermato che il gioco, oltre a un completo doppiaggio in inglese, avrà anche la sua totale localizzazione in italiano e viene inaugurata la pagina Steam dedicata.
Il 13 agosto 2024, attraverso un annuncio sui social e sulla pagina Steam del gioco, viene comunicato il rinvio al 2025. Difatti, inizialmente previsto alla fine del 2024, per ragioni che vedrebbero diversi miglioramenti non solo nel gameplay ma, nello specifico, nel comparto grafico fra cui un sistema più ricco nell'illuminazione e una rivisitazione delle sequenze filmate. In tal occasione vengono anche omesse le piattaforme Playstation 4 e Xbox One, dapprima confermate. 